# Communauté de communes des vallées de la Solre, de la Thure et de l’Helpe
Die Communauté de communes des vallées de la Solre, de la Thure et de l'Helpe ist ein ehemaliger französischer Gemeindeverband (Communauté de communes) zahlreicher sehr kleiner Gemeinden im Département Nord und der Region Nord-Pas-de-Calais. Er wurde am 22. Dezember 1992 gegründet.
Die Gemeinden Aibes, Obrechies und Sars-Poteries verließen die Communauté am 21. Juni 1993, Sars-Poteries kehre am 31. Dezember 1996 wieder zurück.
2012 fusionierte der Gemeindeverband mit der Communauté de communes du Pays d’Avesnes und der Communauté de communes rurales des Deux Helpes und bildete dadurch die Communauté de communes Cœur de l’Avesnois.

## Mitglieder
| Code INSEE | Gemeinde               | Bürgermeister       | Einwohner (1999) | Fläche    | Delegierte |
| ---------- | ---------------------- | ------------------- | ---------------- | --------- | ---------- |
| 59062      | Beaurieux              | Evelyne Daunoit     | 178 Einw.        | 739 ha    |            |
| 59066      | Bérelles               | Géraldine Traen     | 156 Einw.        | 578 ha    |            |
| 59078      | Beugnies               | Daniel Jopek        | 522 Einw.        | 892 ha    |            |
| 59147      | Choisies               | Pierre Gravez       | 71 Einw.         | 251 ha    |            |
| 59148      | Clairfayts             | Guy Erphelin        | 338 Einw.        | 753 ha    |            |
| 59169      | Damousies              | Bertrand Soïl       | 236 Einw.        | 500 ha    |            |
| 59174      | Dimechaux              | Jean Claude Horlait | 274 Einw.        | 485 ha    |            |
| 59175      | Dimont                 | Jean-Marie Lebrun   | 341 Einw.        | 749 ha    |            |
| 59186      | Eccles                 | Jean-Claude Ansiaux | 111 Einw.        | 354 ha    |            |
| 59306      | Hestrud                | Pierre Herbet       | 275 Einw.        | 609 ha    |            |
| 59342      | Lez-Fontaine           | Guy Gauthier        | 211 Einw.        | 451 ha    |            |
| 59347      | Liessies               | Alain Richard       | 501 Einw.        | 1 760 ha  |            |
| 59483      | Quiévelon              | Gérard Huart        | 164 Einw.        | 435 ha    |            |
| 59555      | Sars-Poteries          | Alain Gillet        | 1 541 Einw.      | 788 ha    |            |
| 59572      | Solre-le-Château       | Philippe Lety       | 1 861 Einw.      | 1 376 ha  |            |
| 59573      | Solrinnes              | Didier Corbinaud    | 96 Einw.         | 542 ha    |            |
| 59649      | Wattignies-la-Victoire | Jean Leveque        | 260 Einw.        | 631 ha    |            |
| Summe      | Gemeinden              | Gemeinden           | 7 109 Einw.      | 11 893 ha | 38         |

## Quelle
- Le SPLAF - (Website zur Bevölkerung und Verwaltungsgrenzen in Frankreich (frz.))